# 湔江 (沱江西源)
湔江，是中国长江流域的一条河流，流经四川省彭州市、什邡市和广汉市，属沱江上游右岸支流。

## 概况
湔江全长139公里，流域面积2808平方公里，河口处多年平均径流量86立方米/秒。
湔江发源于彭州市北境的太子城峰西南，上游主要由银厂沟、白水河、白鹿河等汇合而成，在彭州市境内穿越龙门山区，在丹景山镇进入成都平原后又称小石河，在什邡市马井镇纳左岸鸭子河后进入广汉市，广汉市境内河段称鸭子河，最后与石亭江、绵远河汇合为沱江干流。

## 自然灾害
2008 年5 月12 日发生的汶川大地震导致湔江上游流域发生大量崩塌和滑坡等地质灾害，为山洪灾害的发生提供了丰富的物质来源，在强降雨条件下，使得震后山洪灾害发生的数量多、频率高以及规模大。汶川地震过后，湔江上游流域分别在2008 年5、7 、9 月、2009 年7 月和2010 年8 月发生了不同程度的山洪灾害；2012 年8 月18日湔江上游流域的龙门山镇遭遇山洪泥石流灾害，造成了重大财产损失及人员伤亡；2013年7月8日至12日，湔江流域遭遇强降雨，导致该流域暴发了大规模的洪水灾害。